# Філарет (Денисенко)
Філарет (в миру: Михайло Антонович Денисенко; нар. 23 січня 1929, Благодатне, Амвросіївський район) — український православний архієрей, патріарх Київський і всієї Русі-України Української православної церкви Київського патріархату (УПЦ КП) у 1995–2018 роках., із 15 грудня 2018 року носить титул «почесний патріарх» Православної церкви України. Герой України (2019). Випускник Московської духовної семінарії Російської православної церкви.
У 1950 році прийняв чернецтво. Єпископ Лузький (1962), Віденський і Австрійський (1962–1964), Дмитровський (1964–1966); митрополит Київський і Галицький, екзарх України Російської православної церкви (1966–1990). Після смерті московського патріарха Пимена в 1990 році став місцеблюстителем московського патріаршого престолу. Був одним із кандидатів на нового патріарха, але вибори програв. Ініціював перейменування Українського екзархату РПЦ на Українську православну церкву Московського патріархату (УПЦ МП), залишився її митрополитом (1990–1992). Внаслідок здобуття Україною незалежності 1991 року виступив поборником відновлення української церковної самостійності та за надання автокефалії православній церкві в Україні. Добився від РПЦ для Української православної церкви прав незалежності й самостійності в управлінні та права широкої автономії (що не є тотожним канонічному статусу автономії, яким володіють, наприклад, Фінляндська православна церква чи Японська православна церква).
1992 року в порушення канонів Православної церкви, частина єпископату під орудою Московської патріархії скликали незаконні збори єпископів, який вони проголосили Харківським собором. Під час цього зібрання московський патріарх Алексій II домігся створення нової релігійної організації — РПЦ в Україні — та усунення митрополита Київського Філарета від предстоятельства в Українській православній церкві.
Після цього митрополит Філарет разом з канонічними єпископами УПЦ — єпископом Почаївським Яковом Панчуком та єпископом Львівським Андрієм Гораком — створили ієрархію УПЦ Київського патріархату, яка стала канонічною основою створення диптихіальної ПЦУ.
Московська патріархія наклала на нього анафему у 1997 році. Сам патріарх Філарет вважає що накладена на нього анафема має політичне підґрунтя, а за політичні наміри анафема не накладається. «Анафема накладається за єресь, за розкол, за відступлення від морального вчення християнського чи за грубе порушення канонів. А я нічого цього не робив. Тому претензій до мене з цього боку немає». 11 жовтня 2018 року на синоді Вселенського патріархату було прийнято розгляд апеляції Філарета й анафему РПЦ було одностайно визнано недійсною, і такою, що була накладена з політичних мотивів.
Служив заступником київського патріарха Володимира (Романюка) (1992–1995), зберігши титул Митрополита Київського, а після його смерті був інтронізований на предстоятеля УПЦ КП.

## Життєпис

### Юність і молоді роки

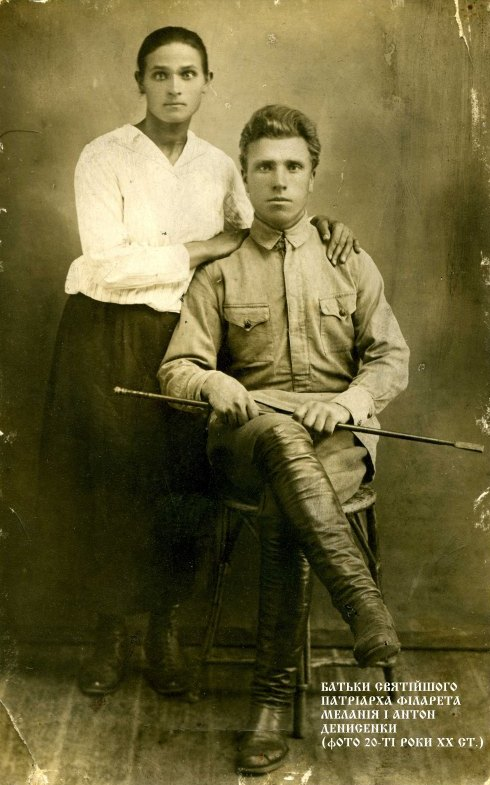
Батьки патріарха Філарета, 1920-ті рр.

Михайло Денисенко, 1946

Студент Одеської духовної академії, 1947

Народився Михайло 23 січня 1929 року в селі Благодатному Амвросіївського району Сталінської округи у родині шахтаря Антона Дмитровича Денисенка (1903—1943) та його дружини Меланії Кирилівни. Дід Михайла загинув від Голодомору, батько Антон Денисенко в складі 103-го гвардійського стрілецького полку 34-ї гвардійської стрілецької дивізії загинув під час битви за Дніпро в бою за село Коновалова 24 вересня 1943 року, де й був похований. Смерть батька дуже вплинула на світогляд Михайла та його вибір стати священником.
1946 року, після закінчення середньої школи, вступив до 3-го класу Одеської духовної семінарії (до досягнення необхідних за радянським законодавством повних 18 років — у перші повоєнні роки ця норма не завжди дотримувалася в УРСР). Михайло закінчив семінарію з відзнакою 1948 року, того ж року вступив до Московської духовної академії.
1 січня 1950 року навчаючись на II курсі академії прийняв чернечий постриг з ім'ям Філарета і призначений виконуючим обов'язки доглядача Патріарших покоїв в Троїце-Сергієвій лаврі.
15 січня 1950 року Святійшим Патріархом Алексієм був рукопокладений у сан ієродиякона, а в 1951 році 18 червня (у день Св. Тройці), — у сан ієромонаха. У 1952 році закінчив курс Московської духовної академії з вченим ступенем кандидата богослів'я і був призначений викладачем Священного письма (Новий Завіт) в Московській духовній семінарії. Одночасно виконував обов'язки благочинного Троїце-Сергієвої Лаври. З 1953 року викладав у Московській духовній академії.
У 1953–1954 навчальному році Вчена Рада Московської духовної академії присвоїла звання доцента. У тому ж 1953 році був призначений на посаду старшого помічника академії. У 1956 році призначений інспектором Саратовської духовної семінарії із зведенням у сан ігумена. У 1957 році переведений на посаду інспектора Київської духовної семінарії, а 12 липня 1958 року зведений у сан архімандрита і призначений ректором Київської духовної семінарії.
1960 року призначений керівником справами Українського екзархату і настоятелем Володимирського кафедрального собору м. Києва, а з червня 1961 року по січень 1962 року був настоятелем подвір'я Російської православної церкви при Александрійському патріархаті у місті Александрії (ОАР).
12 січня 1962 року ухваленням Святійшого Патріарха Алексія і Священного синоду був обраний єпископом Лузьким, вікарієм Ленінградської єпархії, з дорученням керувати Ризькою єпархією. 4 лютого 1962 року відбулася хіротонія на єпископа в м. Ленінграді, у якій взяли участь митрополит Пимен (Ізвєков), архієпископ Никодим (Ротов), єпископ Кипріан (Зьорнов), єпископ Михаїл (Воскресенський), єпископ Сергій (Голубцов), єпископ Михаїл (Чуб) і єпископ Никодим (Руснак).
3 червня 1962 року по жовтень 1962 року виконував обов'язки Екзарха Середньої Європи. Після утворення на території Австрії єпархії Російської православної церкви у жовтні 1962 року призначений єпископом Віденським і Австрійським. 12 грудня 1964 року призначений єпископом Дмитровським, вікарієм Московської єпархії, ректором Московської духовної академії і семінарії. 14 травня 1966 року зведений у сан архієпископа і призначений постійним членом Священного синоду, Екзархом України, архієпископом Київським і Галицьким. 25 лютого 1968 року Святійшим Патріархом Алексієм зведений у сан митрополита.
1971 року Святійшим Патріархом Пименом удостоєний права носіння двох панагій.

Монах Філарет читає богослужбову літературу.

За церковні заслуги нагороджений орденами Російської православної церкви, Александрійського, Антіохійського, Єрусалимського, Болгарського та Грузинського, Польського, Чехословацького патріархатів та церков.
22 січня 1979 року Указом Президії Верховної Ради СРСР за патріотичну діяльність на захист миру нагороджений орденом Дружби народів.
Митрополит Філарет брав участь в конференції ЮНЕСКО, присвяченій святкуванню 1000-ліття Хрещення Русі. Через хворобу Патріарха Пимена, всю роботу з підготовки та проведення святкування 1000-ліття хрещення Руси-України вів митрополит Філарет.

### Створення УПЦ

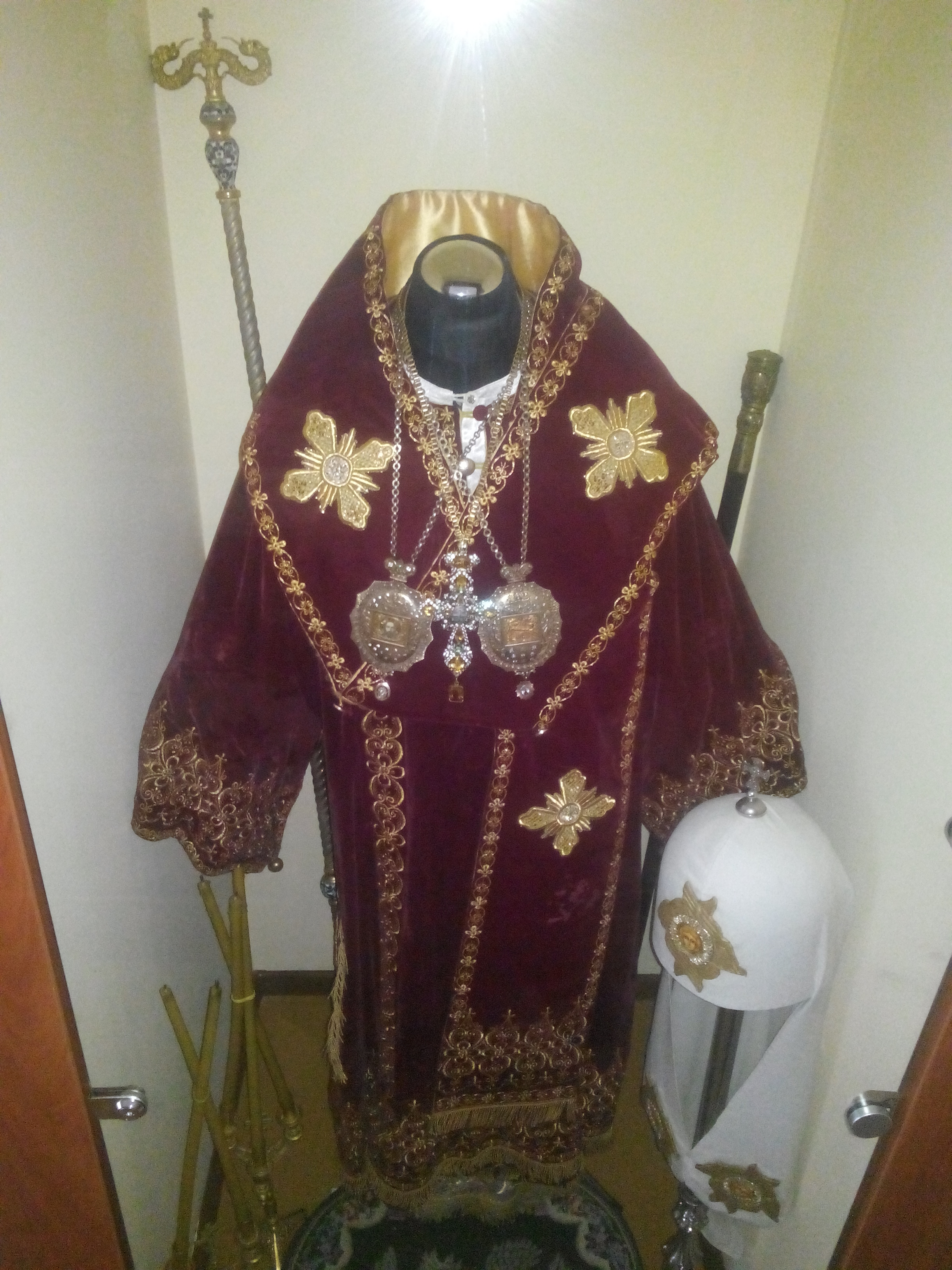
Перше облачення Філарета

Ієродиякон Філарет. Тройце-Сергієва лавра. 1950 р.

Після смерті Патріарха Пимена 3 травня 1990 року Священним синодом таємним голосуванням був обраний Місцеблюстителем Московського Патріаршого Престолу. 5 червня 1990 року Архієрейським собором Російської православної церкви таємним голосуванням був обраний Місцеблюстителем на Московський Патріарший Престол. Пізніше він заявляв, що його обрання було несподіванкою для керівництва СРСР.
Був головою Помісного собору РПЦ 7–8 червня 1990 року. Єпископат Української православної церкви, за ініціативою митрополита Філарета, прийняв звернення до Патріарха Московського і всієї Русі Алексія II і архієреїв Російської православної церкви про надання Українській Православній Церкві самостійності й незалежності в управлінні.
25–27 жовтня 1990 року Архієрейський собор РПЦ надав УПЦ самостійність і незалежність в управлінні, а митрополит Філарет, як одноголосно обраний українським єпископатом став предстоятелем Української православної церкви з титулом «Митрополит Київський і усієї України». 26 жовтня 1990 року, у Софійському соборі після Божественної літургії Патріарх Алексій II оголосив рішення архієрейського собору РПЦ і вручив митрополиту Філарету Патріаршу грамоту на право бути предстоятелем Української православної церкви.

#### Конфлікт з Володимиром (Романюком)
Після смерті патріарха Мстислава Володимир (Романюк) на Всеукраїнському православному соборі 21 жовтня 1993 року був обраний Патріархом.

Останні місяці життя Володимир провів у постійній напрузі. Йому регулярно погрожували невідомі. Незадовго до смерті Романюк звернувся в Управління по боротьбі з організованою злочинністю із заявою, в якій просив захисту від свого заступника Філарета (Денисенка). Там же він вказував на зв'язок Філарета з кримінальними кланами Києва і просив допомоги в тому, щоб знайти церковну касу УПЦ, присвоєну Філаретом. 
Патріарх Володимир (Романюк) найближчим часом збирався здійснити комплексну перевірку фінансово-господарської діяльності очолюваної Філаретом Київської єпархії. Він просив керівництво ГУ МВСУ в місті Києві надати допомогу в проведенні перевірки. Особливо Володимира (Романюка) цікавила доля присвоєної Філаретом каси Київського екзархату, в якій, станом на 1990 рік, перебувало близько 3 млрд рублів. На думку Володимира (Романюка), ці гроші були переведені в вільно конвертовану валюту і вкладені на депозитні рахунки в банки за межами України— Доповідна керівництву МВС начальника II-го відділу УБОЗ в Києві майора міліції І. Т. Загребельного 25 липня 1995 р.
Незабаром після цього Романюк був знайдений мертвим 14 липня 1995 року за нез'ясованих донині обставин.

### Українська Православна церква— Київський патріархат
Після ухвалення рішення Верховною Радою України 24 серпня 1991 року Акту про проголошення України незалежною державою, митрополит Філарет 1–3 листопада 1991 року скликав Помісний собор УПЦ, який одноголосно ухвалив рішення про повну канонічну незалежність, тобто автокефалію Української православної церкви. Собор звернувся до патріарха Алексія II і єпископату РПЦ з цим рішенням, але Архієрейський собор РПЦ 1–2 квітня 1992 року ухвалив рішення розглянути питання створення автокефальної української православної церкви на наступному помісному соборі РПЦ. Такі кроки митрополита Філарета розгнівали керівництво РПЦ, тому архієрейський собор узяв до відома заяву митрополита Філарета про те, що він заради церковного миру, подасть прохання про відхід з київської митрополичої кафедри на найближчому Архієрейському соборі УПЦ. Проте після повернення до Києва митрополит відкинув свою обіцянку, публічно заявивши, що ці слова з нього були взяті під тиском.
На Харківському соборі у кінці травня 1992 року духовенство УПЦ МП осудило дії Філарета.
На архієрейському соборі РПЦ 11 червня 1992 року, за порушення клятви перед Хрестом та Євангелієм та за інші самочинні дії, митрополит Філарет був позбавлений всіх ступенів священства. Тоді Філарет подав апеляцію на це рішення до Вселенського патріарха Варфоломія І, який має повноваження своєрідної апеляційної інстанції у православ'ї згідно канонів православної церкви, зокрема 9 і 17 правила 4 Вселенського собору.

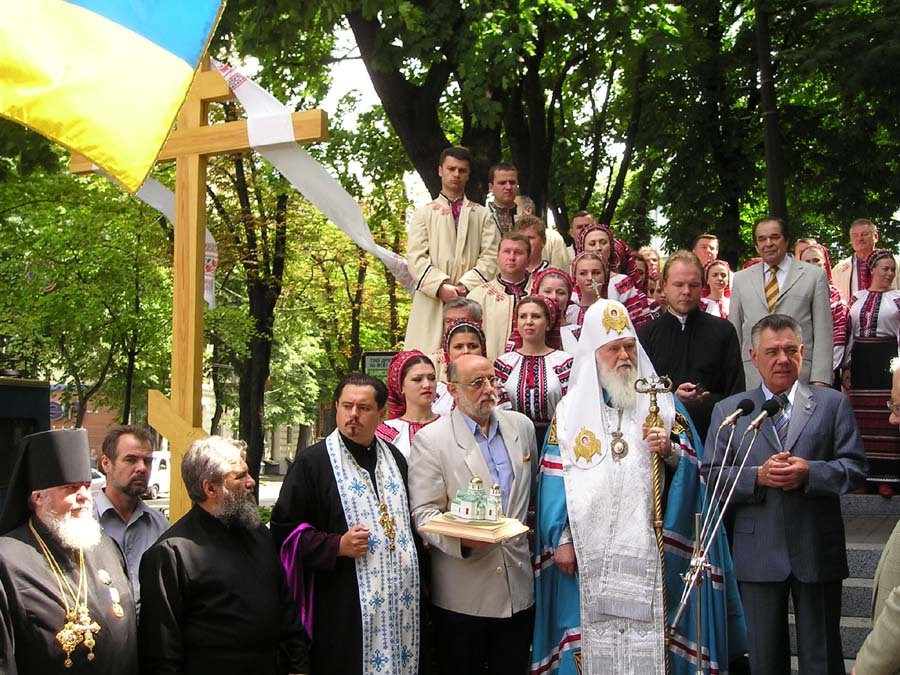
Закладення наріжного каменя на місці відбудови. У центрі (справа наліво): мер Києва (1999—2006) О. Омельченко, Патріарх Філарет, архітектор Янош Віг, о. Сергій Ткачук

Філарет не визнав за собою вини і не підкорився рішенню Собору, вважаючи його неканонічним і незаконним.
25 червня 1992 року відбувся Всеукраїнський православний собор, на якому відбулося об'єднання незначної частини контрольованих Філаретом громад Української православної церкви і Української автокефальної православної церкви в «Українську православну церкву — Київський патріархат». Собор визнав незаконним рішення Архієрейського собору РПЦ — і Митрополита Філарета обрано заступником патріарха Київського і всієї Руси-України Мстислава (Скрипника).
Філарет попри всі нападки та інтриги продовжував боротися за створення в Україні «Помісної православної церкви Київського патріархату».
Після смерті Володимира (Романюка) і його скандального поховання біля входу до Софії Київської 22 жовтня 1995 р. на Всеукраїнському помісному соборі митрополита Філарета обрано Патріархом Київським і всієї Руси-України. З того часу плідно працює над розбудовою Помісної православної церкви в Україні, роблячи чимало і для об'єднання православних віруючих України в лоні Української православної церкви Київського патріархату.
У 1997 році за поданням єпископату УПЦ (МП) Архієрейський Собор РПЦ видав «Акт про відлучення від Церкви монаха Філарета (Денисенка)» (сану митрополита його було позбавлено на Соборі УПЦ (МП) в 1992), мотивуючи це «продовженням розкольницької діяльності». Філарет оскаржив і це рішення, доповнивши свою попередню апеляцію до Вселенського патріархату. Тоді Вселенський Патріархат та інші помісні православні церкви не дали ні ствердної, ні заперечної відповіді. Загалом таких апеляцій за словами єпископа Макаріоса Христопольського, помічника Патріарха Варфоломія було шість.
У 2008 році Філарет був згодний увійти у склад Константинопольської православної церкви як Київська митрополія. Він навіть написав покаянного листа до Вселенського патріарха Варфоломія, у якому сумував з того приводу що УПЦ КП є поза євхаристійним спілкуванням із світовим православ'ям.

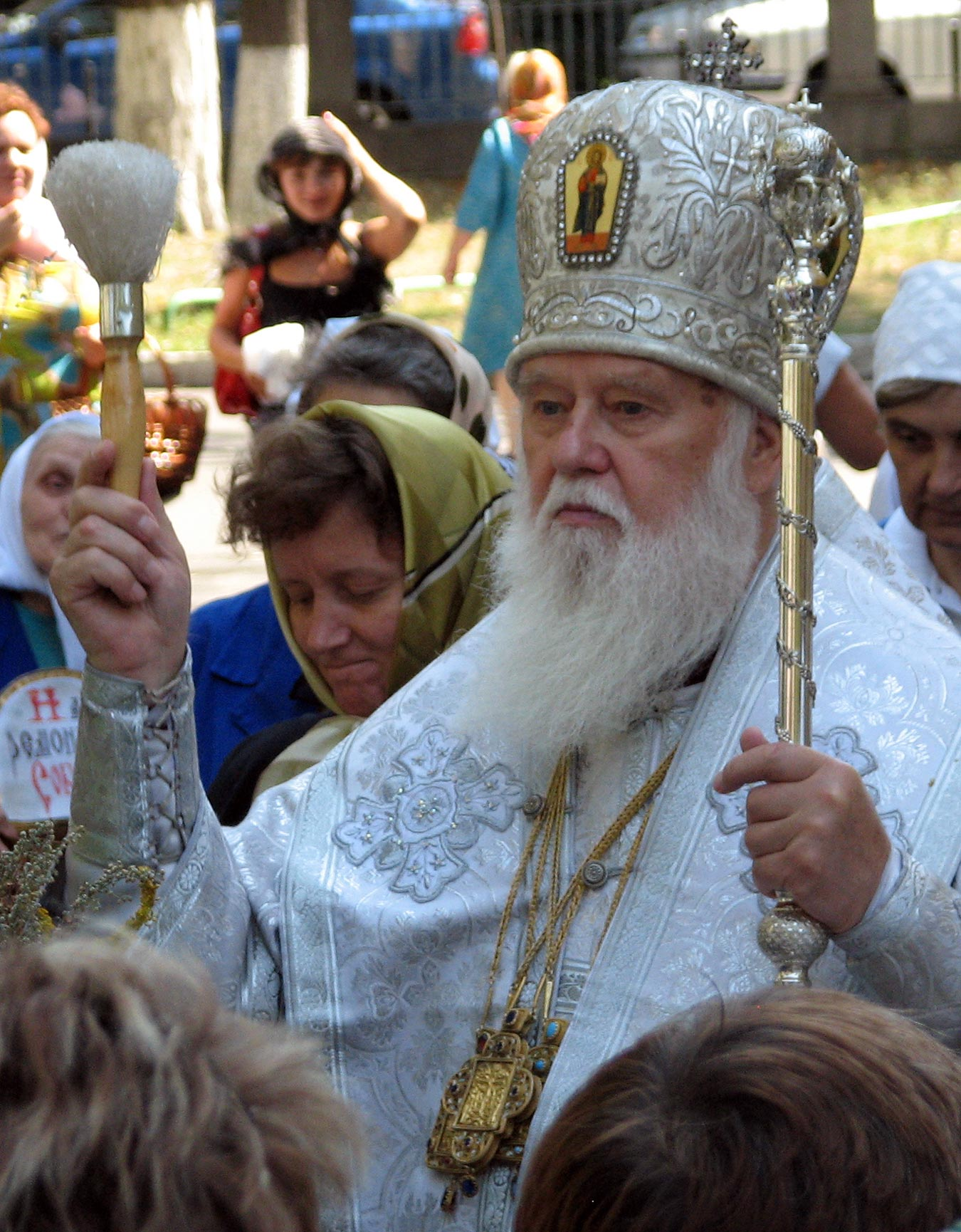
Патріарх у 2008 році

У березні 2013 р. від імені Української православної церкви Київського патріархату закликав українців та поляків до взаємного прощення за трагедію польсько-українського конфлікту в роки Другої світової війни.
Під час подій грудня 2013 — січня 2014 року неодноразово висловлювався на підтримку Євромайдану.
Патріарх Філарет вважає що церква допомогла постраждалим студентам, які сховались в Михайлівському монастирі, бо вона має виконувати християнські заповіді: «Люби ближнього свого, як самого себе. І, оскільки, ці люди, які постраждали від міліції і не мали можливості, де сховатися, тому, вони звернулися до нас, в Михайлівський монастир, і монастир прийняв їх, напоїв чаєм, тобто, дав їм притулок. І народ це дуже високо оцінив, згадав давні часи, коли під час монгольської навали гнані татаро-монголами ховалися в храмах, зокрема, в Десятинній церкві, яка була зруйнована, і загинули люди, які там рятувалися».
Під час розв'язаної російськими спецслужбами війни на сході України виступив 29 серпня 2014 року у програмі Шустер Live, і виголосив проповідь про війну та мир, правду і брехню. Зокрема, дав пояснення, чому Бог попустив цю війну, умови, коли Україна за одну мить переможе. 5 вересня 2014 року опублікував заяву «Новий Каїн».
14 квітня 2015 року під час інтерв'ю виданню «Апостроф» порівняв дії російської влади з діями радикальних ісламістів з терористичної організації «Ісламістська держава». Крім того, він висловив сподівання, що війна на Донбасі зможе об'єднати українські православні церкви.
Освятив пам'ятник Івану Мазепі у Полтаві та храм на честь Святого великомученика Юрія Переможця у Кобеляках.

### 2017
19 жовтня Філарет відзначив медалями «За жертовність та любов до України» воїнів, які боронять Україну від російської агресії, та волонтерів, котрі всіляко підтримують українське військо.
24 жовтня в синодальній залі Київської патріархії Філарет зустрівся з українським військовиком, генералом армії Миколою Маломужем. «Путіна можна зупинити економічними санкціями з одного боку, а з другого — боєздатністю України» — сказав Патріарх Філарет.
26 жовтня на подвір'ї Київської Патріархії Святійший Патріарх Філарет освятив та передав для потреб воїнів на сході України електрогенератори, бензопили та електрокабель.
13 листопада Філарет зустрівся з Головою Служби безпеки України, генералом армії Василем Грицаком і нагородив його нагородив Орденом святого рівноапостольного князя Володимира І ступеня.

##### Лист до патріарха Кирила
У кінці року написав лист до патріарха РПЦ, в якому просив пробачити його і простив всіх і відновити Євхаристійне єднання «заради досягнення Богом заповіданого миру між єдиновірними православними християнами та примирення між народами». Також в листі було прохання ставитись до анафеми накладеної на нього РПЦ як до такої, якої немає і не було. У Російській православній церкві відреагували на цей лист, створивши комісію «для ведення подальших переговорів з тими, хто відокремився від церковного спілкування». Головою комісії назначили Іларіона (Алфеєва). Також до комісії входили: митрополит Бориспольський і Броварський Антоній (УПЦ МП); митрополит Кам'янець-Подільський і Городоцький Феодор (УПЦ МП); митрополит Луганський і Алчевський Митрофан (УПЦ МП); протоієрей Миколай Балашов (РПЦ), протоієрей Миколай Данилевич (УПЦ МП); протоієрей Ігор Якимчук (секретар).

### 2018
20 лютого у Михайлівському Золотоверхому соборі відслужив разом з духовенством та владиками Агапітом та Епіфанієм панахиду за спокій душ розстріляних мирних учасників Революції гідності.

28 лютого прийняв у своїй резиденції родичів загиблих захисників України — військовослужбовців 128-мої окремої гірсько-піхотної Закарпатської бригади і посмертно нагородив медалями «За жертовність та любов до України» воїнів, які загинули на війні з Росією. Вручаючи відзнаки вдовам та рідним загиблих, Патріарх, зокрема, сказав:
«Дякую, що виховали таких синів, чоловіків, які незважаючи на свою любов до вас, віддали своє життя за Україну. Завдяки їх подвигу ми маємо свободу, а за їхню любов Господь помістить їх там де люблячі — в Царстві Небесному».
2 березня зустрівся з мамою вбитої Аміни Окуєвої, журналістом за фахом Іриною Камінською на її прохання.
6 березня року Святійший Патріарх Київський і всієї Руси-України Філарет зустрівся з оборонцями Донецького аеропорту. На початку зустрічі військовий священник Максим Бервінов вручив Предстоятелеві Київського Патріархату Подяку за молитовну та матеріальну підтримку захисників Батьківщини. Також Голова ГО Всеукраїнська спілка учасників бойових дій в АТО «Побратими України» Микола Михайлович Миньо нагородив його орденом «Захисник Української землі». 29 березня прийняв у своїй резиденції дітей з Донбасу. 30 березня зустрівся із Ніком Вуйчичем. 2 квітня Патріарх Філарет освятив та передав паски для бійців АТО. 1 вересня разом з митрополитом Іоаном освятив капличку Архістратига Божого Михаїла в Національній академії СБУ.

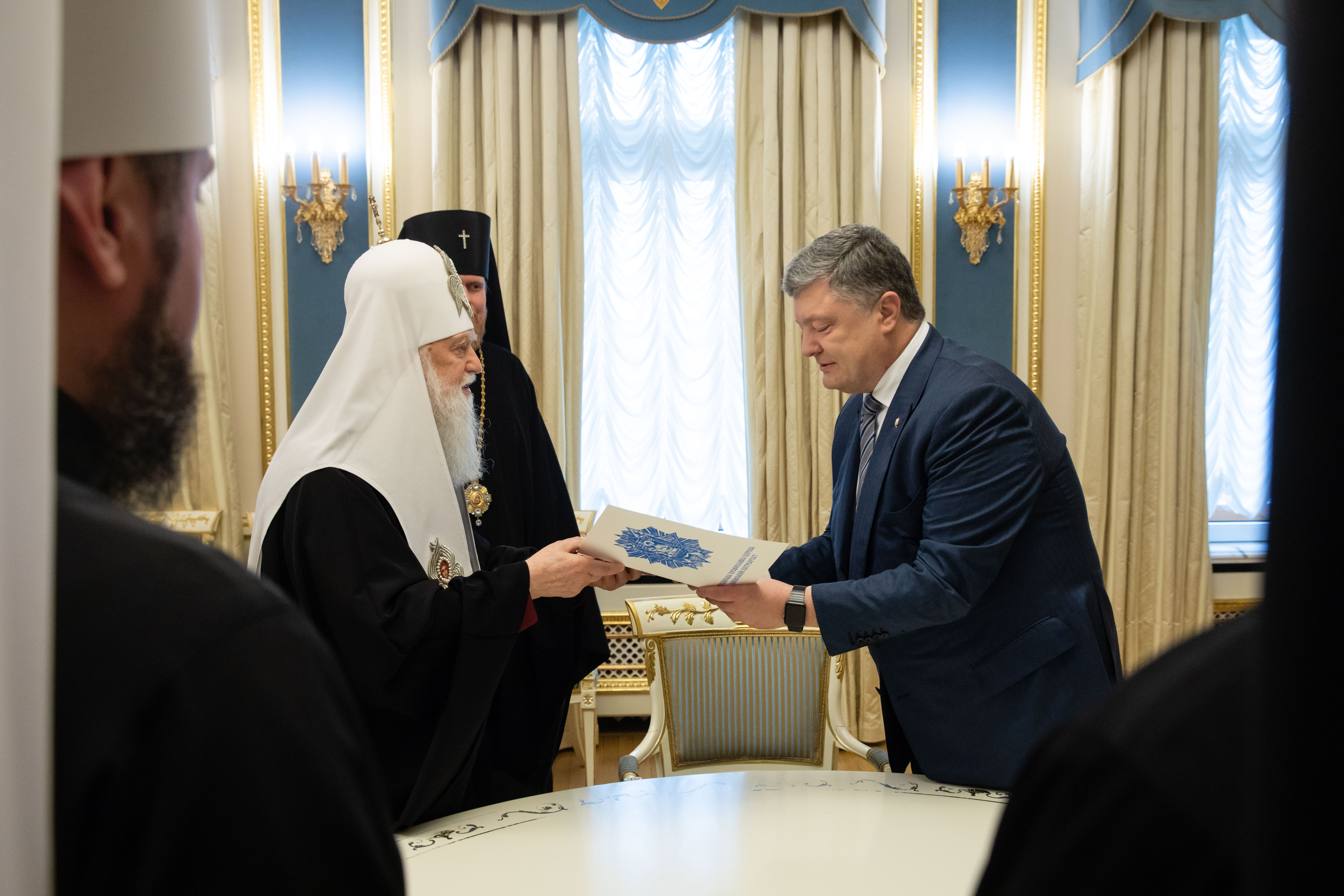
18 квітня 2018 року на зустрічі з президентом України

18 квітня разом з Макарієм та Онуфрієм зустрівся з Петром Порошенком та офіційно передав підписи 40 архієреїв Київського патріархату, 12 архієреїв автокефальної церкви і близько 10 архієреїв Московського патріархату до Вселенського Патріарха про надання Томосу про автокефалію Української церкви.
19 вересня виступив із публічною лекцією в Атлантичній раді та відвідав Державний департамент Сполучених Штатів Америки. Владика за участю Посла України Валерія Чалого провів зустріч із помічником Державного секретаря США у справах Європи і Євразії Уесом Мітчелом, під час якої були обговорені питання підтримки України в забезпеченні свободи, демократії, вільного сповідування віри, відстоюванні територіальної цілісності, а також значення для національної безпеки України постання визнаної Вселенським Православ'ям незалежної єдиної помісної Православної церкви тощо.
21 вересня в день свята Різдва Пресвятої Богородиц, Патріарх Філарет благословив початок діяльності парафії та звершив першу Божественну літургію в Свято-Миколаївському храмі м. Вадсворт штату Огайо.

10 жовтня, коли КПЦ розглядала питання про надання УПЦ автокефалії, патріарх Філарет сказав такі слова:
|                        | Якби в Україні була одна церква, війни б не було, тому що Путін не мав би підтримки в Україні. Зараз вона у нього є — це Московський патріархат. Не просто словами, а діями допомагають, духовенство і віруючі Московського патріархату, сепаратистам і агресорам. |
| — Філарет (Денисенко), | |

16 листопада взяв участь у святкуванні 75-річчя Мустафи Джемілєва.
23 листопада взяв участь у пам'ятних заходах до 85-х роковин Голодомору 1932—1933 років у Верховній Раді де пояснив причини голодомору так: «Перша: це те, що на той момент  перепис населення показав, що українців — 85 млн, а росіян — 65 млн. Тому безбожне радянське керівництво вирішило знищити українців, щоб не переважали над росіянами. В результаті того Голодомору, перепис 1939 року вже показав, що кількість українців становила лише 65 млн, а росіян — збільшилася. Друга: Зробила свою справу цитата Бухаріна: „Хто володіє хлібом, той має владу“. А хлібом володіли українські селяни. Почався процес, щоб хліб передати у руки радянської влади, а українські селяни відмовлялися йти в колгоспи». Також подякував державам світу за визнання Голодомору в Україні Геноцидом: «Визнання Голодомору Геноцидом — це те, що сьогодні утверджує нашу державу. Український народ укріпляється і зміцнюється. Нас знищували, а ми живі і не тільки живі, а й утверджуємося. Наші молоді хлопці на сході України захищають нашу  державу, віддаючи і тіло, і душу за нашу свободу. Це правда, бо в рабстві жити ми не хочемо і не будемо».

#### Титул Патріарха
Екзарх КПЦ Даниїл (Зелінський) каже, що Вселенський патріархат це не турбує і що носіння куколя і титулу «патріарх» «це є внутрішня справа ПЦУ». «Він був лідером, ми його називаємо колишнім митрополитом, і всередині своєї країни він може зберігати за собою той титул, котрий він мав» — впевнений екзарх. «Той титул, котрий він мав — через повагу до його старечого віку, через повагу до його служіння церкві й так далі. Але для загалу він є колишнім митрополитом Київським» — сказав єп. Даниїл. Наприкінці травня вселенський патріарх Варфоломій І сказав: «11 жовтня 2018 року Синод Вселенського патріархату, після тривалих прохань Філарета і Макарія, відновив канонічність двох лідерів канонічних груп, визнавши їхнє архієрейство, але не їх ранг. Це означає, що Філарет більше не є київським патріархом, а колишнім київським митрополитом, і Макарій не є архієпископом Львова, а скоріше колишнім львівським архієпископом».

### 2019
У зв'язку з написанням патріархом Кирилом листа Варфоломію І, в якому той просив не з'єднуватися із «розкольниками», патріарх Філарет сказав, що: «Московські патріархи йшли проти волі Божої і терплять крах. От останній виступ патріарха Кирила проти Вселенського патріарха. Я коли прочитав те, що написав патріарху Варфоломію патріарх Кирил, подумав: до якої низькості опустився патріарх, що виступає проти свого співбрата — Вселенського патріарха, і так його принижує. І це є ознака слабкості. Сильна людина, сильна держава ніколи не погрожує»
23 січня у Національному палаці мистецтв «Україна» — відбулася урочиста академія з нагоди 90-літнього ювілею Патріарха Філарета. Його привітали предстоятель ПЦУ блж. Епіфаній (Думенко), предстоятель УГКЦ архієп. Святолав (Шевчук), Мустафа Джемілієв, Володимир Гройсман, Петро Порошенко та перша леді Марина Порошенко, капелани ЗСУ та НГУ, Андрій Парубій, військові ЗСУ та інші політики, вчені і громадські діячі. У свої промові владика Філарет розповів про те, як у дитинстві він ще у шкільні роки був атеїстом, але смерть батька змусила його повірити в Бога, тому що він любив його навіть після смерті на фронті, а «любити пусте місце неможливо». Розповів також про те, як йому погрожували працівники Міністерства державної безпеки СРСР і хотіли його розстріляти через відмову у співпраці (хотіли, щоб розповів таємницю сповіді), але він відмовився співпрацювати, сказавши, що «я не боюсь смерті, бо мені немає різниці, коли вмерти — зараз чи потім».
«Ви зробили перші кроки до автокефалії тоді, коли її необхідності більшість з нас ще просто не усвідомлювала» — написав у привітанні з нагоди дня народження президент Порошенко.

#### Конфлікт між Філаретом та Епіфанієм
Перші розбіжності між Почесним Патріархом Філаретом і Митрополитом Епіфанієм почались одразу після отримання томоса про автокефалію. Філарет вважав, що не можна поминати предстоятеля РПЦ Кирила у диптиху помісних церков. Натомість Епіфаній відповідно до настанов Вселенського патріарха під час першої служби поминав Кирила разом з предстоятелями інших помісних церков.
У першій половині травня 2019 року Філарет розіслав архієреям колишньої УПЦ КП запрошення на 13—14 травня до Києва на «урочисте молитовне спілкування» в пам'ять про священномученика Макарія на бланках УПЦ КП. А вже 9 травня сам Почесний Патріарх заявив, що Українська православна церква Київського патріархату досі існує. Незважаючи на те, що він сам поставив відповідний підпис на Об'єднавчому соборі 15 грудня 2018 року. Натомість, Міністерство культури України ввечері 10 травня 2019 року, спростувало заяву про нібито відновлення діяльності в Україні такого релігійного об'єднання як Українська православна церква Київського патріархату. Зазначається, що релігійне об'єднання УПЦ КП і релігійна організація «Київська патріархія УПЦ» після створення і реєстрації статуту релігійної організації «Київська митрополія ПЦУ» фактично та юридично припинили свою діяльність.
12 травня Філарет в інтерв'ю DW заявив, що митрополит Київський Епіфаній рідко з ним спілкується. За словами Філарета, у ПЦУ може статися розкол. Натомість Івано-Франківсько-Галицька, Чернівецька, Одеська, Херсонська, Тернопільська, Тернопільсько-Бучацька, Харківсько-Полтавська, Черкаська та Хмельницька єпархії ПЦУ виступили з відозвами на підтримку Митрополита Епіфанія (Думенка).
Голова департаменту у справах національностей і релігій Міністерства культури Андрій Юраш розказав, що патріарх Варфоломій у бесіді з ним 6 травня прямо сказав, що «до тих, хто буде чинити розкол, будуть застосовані засоби церковного покарання».
14 травня на запрошення почесного Патріарха Філарета вшанування священномученика Макарія та «дружньої бесіди» приїхали тільки чотири єпископи. З понад 40 єрархів колишньої УПЦ КП на Богослужінні журналісти помітили архиєпископа Сімферопольського і Кримського Климента, а також групу єрархів Київського Патріархату з Росії: митрополит Білгородський і Обоянський Іоасаф (Шибаєв), його вікарій Петро (Москальов) та єпископ Адріан (Старина). Архиєпископ Климент (Кущ) приїхав на святкування із поваги до Філарета. Під час літургії Філарет пом'янув у диптиху предстоятелів помісних православних церков митрополита Київського і Всієї України Епіфанія. Це означає, що Філарет визнає предстоятельство Епіфанія. Але офіційний сайт УПЦ КП опублікував звернення Філарета, в якому він закликає предстоятеля ПЦУ митрополита Епіфанія «нічого не робити всередині церкви» без його згоди. Також там зазначалося що, "попередньо була досягнута домовленість, що Предстоятелем буде митрополит Епіфаній, кандидатуру якого висунув Патріарх Філарет, але керівництво Церквою в Україні буде продовжувати Патріарх. Предстоятель буде представляти Церкву у Православному світі, тому що УПЦ отримує статус митрополії, а також він буде допомагати Патріарху в керуванні Церквою, але керівництво Церквою залишається за Патріархом…Ця домовленість порушена і не виконується на ділі. Тому в церкві виникло розділення…А для того, щоб нам продовжувати об'єднання в Єдину Помісну Українську Православну Церкву, треба жити і трудитися для визнання майбутнього патріархату. Тому ми для зовні — митрополія, а в середині України ми продовжуємо бути Патріархатом… Що сьогодні відбувається в Українській Православній Церкві? Розділення, двовладдя, яке може привести до печальних наслідків. Чому це відбувається? Тому, що новообраний Предстоятель УПЦ митрополит Епіфаній не дотримується тих домовленостей, які були досягнуті до Собору 15 грудня 2018 р. у соборі св. Софії. Яка реакція Москви на події в УПЦ? Москва задоволена станом справ в УПЦ. Те, чого вона не могла досягти різноманітними зусиллями, досягає нині ділами нинішнього Предстоятеля УПЦ.
Підсумовуючи все, в зверненні пише: «Для того щоб виправити положення, а його можливо виправити, треба виконувати ті домовленості, які було досягнуті перед Собором в присутності президента П. О. Порошенка і з архієреями. А це означає, що Предстоятель несе відповідальність за зовнішнє представництво УПЦ, а Патріарх відповідає за внутрішнє церковне життя в Україні, але у співпраці з Предстоятелем. Предстоятель нічого не робить всередині Церкви без згоди Патріарха. Патріарх головує на засіданнях Священного Синоду і на Соборах УПЦ заради збереження єдності, її зростання і утвердження».
На пресконференції 15 травня Філарет звинуватив президента Порошенка та митрополита Епіфанія у невиконанні своїх обіцянок, які вони за його словами дали йому напередодні проведення Об'єднавчого собору 15 грудня в Києві. Деякі ЗМІ вважають що до підбурення такої активності Філарета причетний Ігор Коломойський.
Релігієзнавець Юрій Чорноморець вважає, що лише через постать Патріарха Філарета, який розпочав новий виток конфлікту за владу з новообраним митрополитом Епіфанієм в травні 2019, у Об'єднавчому соборі 15 грудня 2018 року взяло участь всього два єрархи Московського патріархату. Зокрема зазначається, що така поведінка й пов'язані з цим проблеми тривають від початку перемовин про об'єднання з 1999 року.
16 травня Православна церква України офіційно підтвердила ліквідацію УПЦ КП на Об'єднавчому соборі 15 грудня 2018 року, опублікувавши відповідну постанову за підписом патріарха Філарета.
Доктор філософських наук, релігієзнавець Олександр Саган, аналізуючи конфлікт Філарета й Епіфанія, висловив думку, що стратегію подальшого розвитку ПЦУ вже визначено. Ідеться фактично про конфлікт двох моделей розвитку православ'я в Україні: авторитарної та соборноправної.
23 травня почесний патріарх Православної церкви України, колишній предстоятель УПЦ КП Філарет заявив, що не виконуватиме умов положень томосу щодо переходу закордонних парафій колишньої УПЦ Київського патріархату до складу Вселенського патріархату, відмовляється від заборони варити миро і відмовляється вирішувати конфліктні ситуації внутрішнього характеру виключно за погодженням із Фанаром.
У липні єпископ Філарет заявив, що «Якби було поставлено питання про те, що я відстороняюся від управління церквою, то я б на такі умови не пішов», а також що його «президент обдурив, і митрополит Епіфаній». На думку Євстратія (Зорі), «Користуючись хворобою патріарха, Москва принижує і нищить його, а він цього вже не здатен зрозуміти. Спецслужби Кремля мстяться за те, що він колись порвав з ними. Зараз, через багато років, з‘явилася нагода відплатити, зробивши так, що їхній ворог сам себе нищить і принижує», — додав речник ПЦУ, пояснивши свою думку тим, що «здорова українська людина не дає інтерв'ю „Россия 24“».

### 2020
10 січня 2020 року Філарет відкликав свій підпис під документом щодо Об'єднавчого собору, де проголошувалися створення ПЦУ та ліквідація УПЦ КП. Це Філарет пояснив різницею між отриманим Україною томосом та аналогічним документом, виданим іншим країнам. Зокрема, «залежністю» церкви від інших та зміною її назви. У відповідь на це Євстратій Зоря заявив, що дана постанова не є договором або угодою, яку можна розірвати. 4 лютого 2020 року на засіданні синоду ПЦУ було вирішено зупинити повноваження Філарета в цьому синоді через те, що патріарх ігнорував усі попередні засідання синоду.
4 вересня 2020 року пресслужба Київської патріархії оприлюднила повідомлення, що у Філарета виявлено позитивний результат на COVID-19, він у лікарні та проходить курс лікування. У ПЦУ закликали до молитви за почесного патріарха Філарета.
14 жовтня 2020 року Патріярх Філарет дав апостольське благословення і погодився освятити випробування ядерного палива компанії Westinghouse на двох прострочених реакторах ВВЕР-440 Рівненської АЕС (термін експлуатації реактора N1 закінчився 22.12.2010 р, реактора N2 — 22.12.2011 р .; угоду про проведення ядерних випробувань на Рівненській АЕС підписано ДП НАЕК Енергоатом і Westinghouse EC LLC 30.09.2020 р).
19 жовтня написав «звернення», в якому сказав, що Томосом ПЦУ «порушується чистота православ'я», а патріарх Варфоломій І упав у єресь папізму.

### 2021
Філарет продовжує вимагати новий Томос та заявляти, що ПЦУ підпорядкована Константинопольському патріархату. У середині березня УПЦ КП випустила спеціальну заяву, в якій просила Зеленського, щоб той отримав від Варфоломія новий томос.

## Звершеніхіротонії
список архієреїв МП, в хіротонії яких брав участь єпископ, архієпископ і митрополит Філарет:
1. Володимир (Котляров), єпископ Звенигородський, вікарій Московської єпархії (30 грудня 1962)
2. Антоній (Вакарик), єпископ Смоленський і Дорогобузький, хіротонія (12 лютого 1965)†
3. Борис (Скворцов), єпископ Рязанський і Касімовський (21 лютого 1965)†
4. Мелхіседек (Лебедєв), єпископ Вологодський і Великоустюзький (17 червня 1965)†
5. Філарет (Вахромеєв), єпископ Тихвінський, вікарій Ленінградської єпархії (24 жовтня 1965)
6. Іонафан (Копилович), єпископ Тегільський, вікарій Берлінської єпархії (28 листопада 1965)†
7. Іоан (Сничов), єпископ Сизранський, вікарій Куйбишевської єпархії (12 грудня 1965)†
8. Ювеналій (Поярков), єпископ Зарайський, вікарій Московської єпархії (26 грудня 1965)
9. Іриней (Зуземіль), єпископ Західнонімецький (30 січня 1966)†
10. Діонісій (Лукін), єпископ Роттердамський (20 березня 1966)†
11. Володимир (Сабодан), єпископ Звенигородський, вікарій Московської єпархії (9 липня 1966)†
12. Гермоген (Орєхов), єпископ Подільський, вікарій Московської єпархії (25 листопада 1966)†
13. Феодосій (Дикун), єпископ Переяслав-Хмельницький, вікарій Київської єпархії (4 червня 1967)†
14. Сава (Бабинець), єпископ Переяслав-Хмельницький, вікарій Київської єпархії (30 березня 1969)†
15. Макарій (Свистун), єпископ Уманський, вікарій Київської єпархії (7 червня 1970)†
16. Максим (Кроха), єпископ Аргентинський і Південноамериканський (26 березня 1972)†
17. Вікторин (Беляєв), єпископ Пермський і Солікамський (3 червня 1973)†
18. Платон (Удовенко), єпископ Аргентинський і Південноамериканський (16 грудня 1973)
19. Йов (Тивонюк), єпископ Зарайський, вікарій Московської єпархії (3 січня 1975)†
20. Кирило (Гундяєв), єпископ Виборзький, вікарій Ленінградської єпархії (14 березня 1976); нині Патріарх Московський і всієї Русі, РПЦ.
21. Гліб (Смирнов), єпископ Орловський і Брянський (9 травня 1976)†
22. Валентин (Міщук), єпископ Уфимський і Стерлітамацький (25 липня 1976)
23. Никанор (Юхим'юк), єпископ Подольський, вікарій Московської єпархії (30 листопада 1979)†

Список архієреїв РПЦ, Українського екзархату та УПЦ (МП), хіротонії на єпископа яких очолив митрополит Києво-Галицький, Екзарх України (з 1990 — митрополит Київський і всієї України) Філарет.
1. Микола (Бичковський), єпископ Курський і Білгородський (28 липня 1971)†
2. Варлаам (Ільющенко), єпископ Переяслав-Хмельницький, вікарій Київської єпархії (22 жовтня 1972)†
3. Агафангел (Саввін), єпископ Вінницький і Брацлавський (16 листопада 1975)
4. Севастіан (Пилипчук), єпископ Кіровоградський і Миколаївський (16 жовтня 1977)†
5. Іоан (Боднарчук), єпископ Житомирський і Овруцький (23 жовтня 1977)†
6. Лазар (Швець), єпископ Аргентинський і Південноамериканський (18 квітня 1980)
7. Антоній (Москаленко), єпископ Переяслав-Хмельницький, вікарій Київської єпархії (13 жовтня 1986)
8. Паладій (Шиман), єпископ Переяслав-Хмельницький (8 лютого 1987)†
9. Марк (Петровцій), єпископ Кременецький, вікарій Львівської єпархії (28 липня 1988)
10. Іоанникій (Кобзєв), єпископ Слов'янський, вікарій Донецької єпархії (13 грудня 1988)†
11. Іонафан (Єлецьких), єпископ Переяслав-Хмельницький, вікарій Київської єпархії (22 квітня 1989)
12. Євфимій (Шутак), єпископ Мукачівський і Ужгородський (28 липня 1989)†
13. Василій (Васильцев), єпископ Кіровоградський і Миколаївський (1 жовтня 1989)†
14. Варфоломій (Ващук), єпископ Волинський і Рівненський (24 лютого 1990)†
15. Нифонт (Солодуха), єпископ Хмельницький і Кам'янець-Подільський (31 березня 1990)†
16. Андрій (Горак), єпископ Львівський і Дрогобицький (18 квітня 1990)†
17. Гліб (Савін), єпископ Дніпропетровський і Запорізький (2 серпня 1990)†
18. Василій (Златолінський), єпископ Сімферопольський і Кримський (2 грудня 1990)
19. Онуфрій (Березовський), єпископ Чернівецький і Буковинський (9 грудня 1990), нині предстоятель УПЦ (МП)
20. Яків (Панчук), єпископ Почаївський, вікарій Київської єпархії (14 грудня 1990)†
21. Сергій (Генсіцький), єпископ Кременецький, вікарій Тернопільської єпархії (17 лютого 1991)
22. Іларіон (Шукало), єпископ Івано-Франківський і Коломийський (29 вересня 1991)
23. Аліпій (Погребняк), єпископ Донецький і Луганський (6 жовтня 1991)†

Список архієреїв УПЦ КП, до хіротонії яких на єпископа долучався та очолював спочатку як заступник Патріарха, а з 1995 у сані Патріарха — Філарет.
1. Спиридон (Бабський), єпископ Переяслав-Хмельницький, вікарій Київської єпархії (7 червня 1992)†
2. Варсонофій (Мазурак), єпископ Івано-Франківський і Коломийський (8 червня 1992)†
3. Антоній (Масендич), єпископ Переяславський і Січеславський (9 вересня 1992)†
4. Володимир (Романюк), єпископ Білоцерківський (10 вересня 1992)†
5. Софроній (Власов), єпископ Вінницький і Брацлавський (15 вересня 1992)
6. Роман (Балащук), єпископ Рівненський і Острозький (16 вересня 1992)
7. Серафим (Верзун), єпископ Житомирський і Овруцький (25 вересня 1992)†
8. Нестор (Куліш), єпископ Черкаський і Чигиринський (15 листопада 1992) (†?)
9. Полікарп (Гуц), єпископ Донецький і Луганський (10 квітня 1993)†
10. Олексій (Царук), єпископ Миколаївський (7 липня 1993)†
11. Володимир (Ладика), єпископ Вінницький і Брацлавський (13 березня 1993)
12. Олександр (Решетняк), єпископ Білоцерківський, вікарій Київської єпархії (16 січня 1994)
13. Даниїл (Чокалюк), єпископ Вишгородський, вікарій Київської єпархії (23 січня 1994)†
14. Адріан (Старина), єпископ Запорізький і Дніпропетровський (6 лютого 1994)
15. Ізяслав (Карга), єпископ Нікопольський, вікарій Дніпропетровсько-Запорізької єпархії (11 вересня 1994)
16. Феодосій (Пецина), єпископ Дрогобицький і Самбірський (4 грудня 1994)†
17. Варлаам (Пилипишин), єпископ Чернігівський і Сумський, хіротонія (14 грудня 1994)
18. Іоасаф (Шибаєв), єпископ Білгородський і Обоянський (19 лютого 1995)
19. Варух (Тищенков), єпископ Тобольський і Єнісейський (23 лютого 1995)
20. Іов (Павлишин), єпископ Кременецький і Збаразький (11 травня 1995)†
21. Григорій (Качан), єпископ Мелітопольський, вікарій Дніпропетровської єпархії (10 жовтня 1995)†
22. Геронтій (Хованський), єпископ Сумський і Охтирський (24 березня 1996)
23. Іоан (Зінов'єв), єпископ Донецький і Луганський (18 липня 1996)
24. Антоній (Махота), єпископ Сімферопольський і Кримський (21 липня 1996)†
25. Володимир (Поліщук), єпископ Івано-Франківський і Коломийський (23 лютого 1997)
26. Іоасаф (Василиків), єпископ Донецький і Луганський (6 квітня 1997)
27. Панкратій (Тарнавський), єпископ Вінницький і Брацлавський (27 липня 1997)†
28. Христофор (Сітсас), єпископ Сурозький (2 жовтня 1997) (†?)
29. Никон (Калембер), єпископ Кіцманський і Заставненський (12 жовтня 1997)†
30. Даміан (Замараєв), єпископ Херсонський і Таврійський (19 жовтня 1997)
31. Петро (Петрусь), єпископ Львівський і Яворівський (30 жовтня 1997)
32. Юрій (Юрчик), єпископ Донецький і Луганський (14 травня 1999)
33. Тимофій (Кутальянос), єпископ Корсунський (26 березня 2000)†
34. Димитрій (Рудюк), єпископ Переяслав-Хмельницький, вікарій Київської єпархії (16 липня 2000)
35. Климент (Кущ), єпископ Сімферопольський і Кримський (23 липня 2000)
36. Михаїл (Зінкевич), єпископ Сумський і Охтирський (22 жовтня 2000)
37. Флавіан (Пасічник), єпископ Харківський і Богодухівський (5 листопада 2000)†
38. Паїсій (Дмоховський), єпископ Одеський і Балтський (30 вересня 2001)
39. Степан (Біляк), єпископ Бориспільський, керуючий Українським православним вікаріатом УПЦ КП в США і Канаді (19 травня 2002)†
40. Євсевій (Політило), єпископ Полтавський і Кременчуцький (7 липня 2002)†
41. Сергій (Горобцов), єпископ Слов'янський, вікарій Донецької єпархії (14 грудня 2002)
42. Всеволод (Матвієвський), єпископ Луганський і Старобільський (28 березня 2003)
43. Іоан (Яременко), єпископ Черкаський і Чигиринський (30 березня 2003)
44. Кирило (Михайлюк), єпископ Ужгородський і Закарпатський (3 серпня 2003)
45. Мефодій (Срібняк), єпископ Сумський і Охтирський хіротонія (6 червня 2004)
46. Феодосій (Пайкуш), єпископ Чернігівський і Ніжинський (28 липня 2004)†
47. Хризостом (Бакомітрос), єпископ Херсонеський (14 травня 2005)†
48. Філарет (Панку), єпископ Фалештський і Східно-Молдовський (31 липня 2005)
49. Онуфрій (Хаврук), єпископ Дерманський, вікарій Рівненської єпархії (30 жовтня 2005)
50. Михаїл (Бондарчук), єпископ Полтавський і Кременчуцький (1 січня 2006)
51. Нестор (Писик), єпископ Тернопільський і Бучацький (5 березня 2006)
52. Федір (Бубнюк), єпископ Полтавський і Кременчуцький (12 листопада 2006)
53. Севастіан (Возняк), єпископ Чернігівський і Ніжинський (14 грудня 2006)
54. Матфей (Шевчук), єпископ Дрогобицький і Самбірський (17 грудня 2006)
55. Іларіон (Процик), єпископ Чернігівський і Ніжинський (14 травня 2008)
56. Євстратій (Зоря), єпископ Васильківський, вікарій Київської єпархії (25 травня 2008)
57. Петро (Москальов), єпископ Валуйський, вікарій Білгородської єпархії (13 грудня 2008)
58. Марк (Левків), єпископ Кіровоградський і Голованівський (1 лютого 2009)
59. Павло (Кравчук), єпископ Тернопільський і Теребовлянський (30 березня 2009)
60. Епіфаній (Думенко), єпископ Вишгородський, вікарій Київської єпархії (15 листопада 2009), нині предстоятель ПЦУ[88]
61. Симеон (Зінкевич), єпископ Дніпропетровський і Павлоградський (21 листопада 2009, зараз архієпископ Дніпровський і Криворізький)[89]
62. Тихон (Петранюк), єпископ Луганський і Старобільський (22 листопада 2009, зараз архієпископ Тернопільський і Бучацький)[90]
63. Марк (Гринчевський), єпископ Чернівецький і Кіцманський (17 грудня 2009, зараз титулярний єпископ Дунаєвецький)[91]
64. Агапіт (Гуменюк), єпископ Вишгородський, вікарій Київської єпархії (8 серпня 2010, зараз архієпископ)[92]
65. Афанасій (Яворський), єпископ Конотопський, вікарій Сумської єпархії (21 серпня 2011, зараз єпископ Луганський і Старобільський)[93]
66. Юліан (Гатала), єпископ Городоцький, вікарій Львівської єпархії (19 лютого 2012, зараз єпископ Коломийський і Косівський)[94]
67. Митрофан (Бутинський), єпископ Харківський і Богодухівський (25 серпня 2013)[95]
68. Фотій (Давиденко), єпископ Запорізький і Мелітопольський (17 грудня 2014)[96]
69. Варсонофій (Руднік), єпископ Ужгородський і Закарпатський (25 січня 2015)[97]
70. Паїсій (Кухарчук), єпископ Житомирський і Овруцький (23 січня 2017)[98]
71. Павло (Юристий), єпископ Одеський і Балтський (28 січня 2018)[99]

перелік архієреїв, висвячених після відновлення УПЦ КП 2019 року, хіротонії не визнаються ПЦУ:
1. Ілля (Зеленський), єпископ Харківський і Богодухівський (22 червня 2019)†[100][101]
2. Андрій (Маруцак), єпископ Васильківський (23 червня 2019)[102]
3. Никодим (Кобзар), єпископ Сумський і Охтирський (15 грудня 2019)[103]
4. Даниїл (Кудибин), єпископ Дніпровський і Криворізький (17 грудня 2019)[104]
5. Варсонофій (Качан), єпископ Хмельницький та Кам'янець-Подільський (29 грудня 2019)[105][106]
6. Никон (Граблюк), єпископ Одеський і Балтський (5 січня 2020)
7. Никон (Шинкарюк), єпископ Чернівецький і Буковинський (26 січня 2020)
8. Михаїл (Ковалюк), єпископ Херсонський і Таврійський (12 грудня 2020)[107]
9. Лука (Згоба), єпископ Філадельфійський, вікарій Київської єпархії (14 грудня 2021) [108]
10. Авів (Панку), єпископ Ришканський (22 січня 2022)[109]

## Громадська діяльність
Входить до Поважної ради Громадської ініціативи «Орден святого Пантелеймона».

## Нагороди

### Україна
- Звання Герой України з врученням ордена Держави (8 січня 2019) — за видатну історичну роль у становленні незалежної Православної Церкви України, діяльність, спрямовану на відродження духовності Українського народу, піднесення авторитету православ'я, утвердження ідеалів милосердя і міжконфесійної злагоди[111][112]. Вручення атрибутів нагороди відбулося на прийомі з нагоди Дня соборності і століття проголошення Акту злуки УНР і ЗУНР[113].
- Орден Свободи (23 січня 2009) — за багатолітню плідну церковну діяльність та утвердження ідеалів духовності, милосердя і злагоди в суспільстві[114]
- Орден князя Ярослава Мудрого:Нагороди Патріарха Філарета на виставці в Андріївській церкві

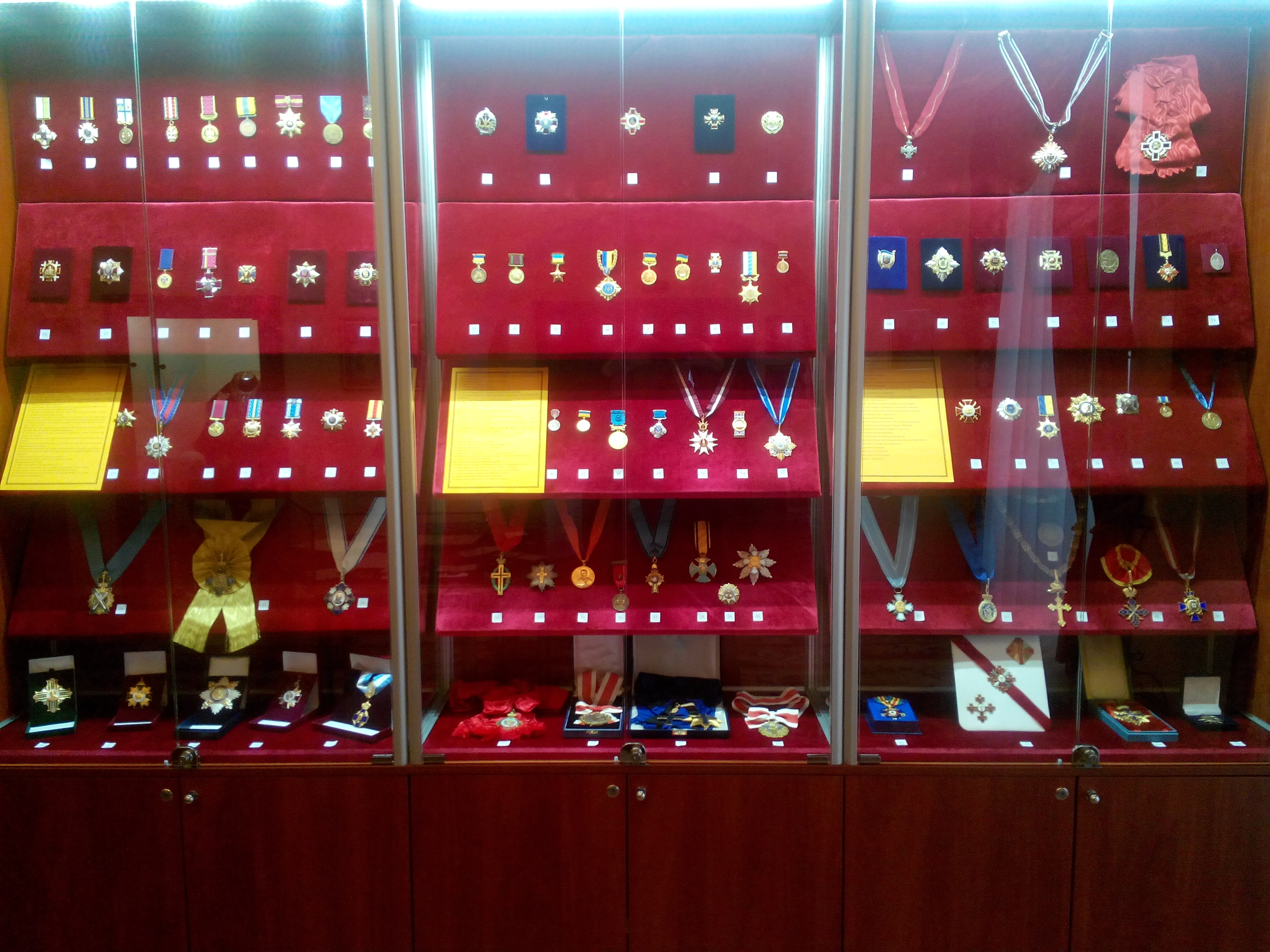
Нагороди Патріарха Філарета на виставці в Андріївській церкві

  - I ступеня (22 липня 2008) — за визначний особистий внесок в утвердження духовності, гуманізму та милосердя, багаторічну плідну церковну діяльність та з нагоди 1020-річчя хрещення Київської Русі[115]
  - II ступеня (18 жовтня 2006) — за визначний особистий внесок у розбудову помісної православної церкви в Україні, багатолітню церковну діяльність в утвердження ідеалів духовності, милосердя і міжконфесійної злагоди в суспільстві[116]
  - III ступеня (23 січня 2004) — за визначний особистий внесок в утвердження православ'я в Україні, розвиток міжконфесійних зв'язків, багаторічну плідну релігійну, миротворчу і благодійну діяльність та з нагоди 75-річчя від дня народження[117]
  - IV ступеня (25 червня 2002) — за визначні особисті заслуги перед Україною в сфері державно-церковних відносин, багаторічну плідну релігійну діяльність[118]
  - V ступеня (21 серпня 1999) — за багаторічну плідну церковну діяльність, вагомий особистий внесок в утвердження засад християнської моралі в суспільстві[119]
- Відзнака Президента України — Хрест Івана Мазепи (20 січня 2010) — за визначний особистий внесок у духовне збагачення українського народу, багатолітню плідну церковну діяльність[120]
- У 2010 році Прем'єр-міністр України Юлія Тимошенко вручила Святішому Владиці найвищу урядову нагороду — Почесну грамоту Кабінету міністрів України.

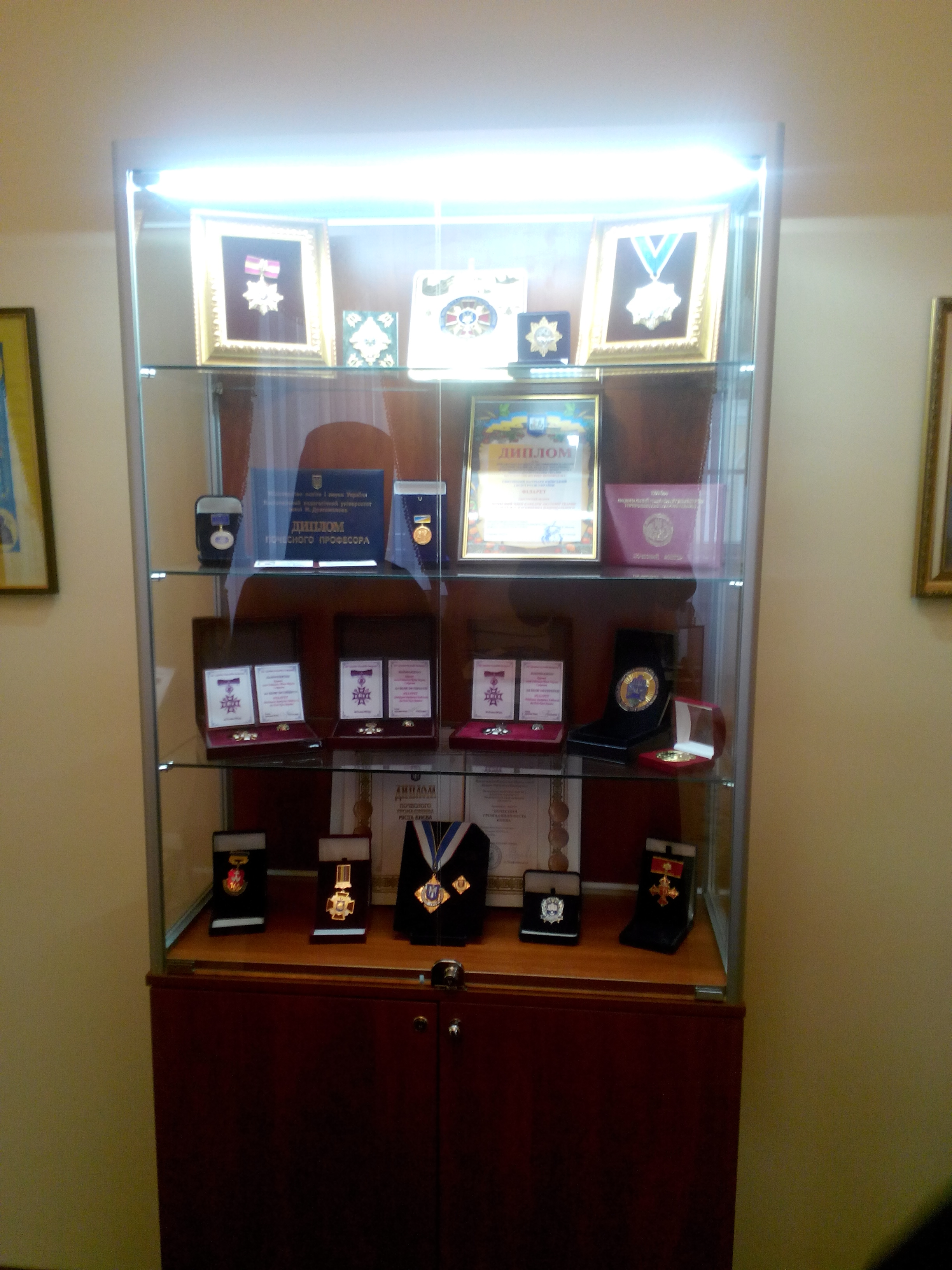
Нагороди Філарета

22 січня 2014 року відмовився від ордену «За заслуги» І ступеня, яким його нагородив Віктор Янукович та ордена святого апостола Іоана Богослова, яким його нагородив Священний Синод Київського патріархату у зв'язку з його 85-літтям, та заявив: в умовах, які сьогодні склалися в Україні, коли загинули люди, а в центрі Києва триває жорстоке протистояння, я прошу не вручати мені нагород.
- Орден «Єдність і честь»
- Орден спілки офіцерів України «За заслуги».
- Медаль «Японсько-Українська дружба»
- Почесна відзнака «Золотий клейнод родини Мазеп».
- Відзнака «Микільський військовий собор».
- Золота Медаль Тараса Шевченка (СВУ).
- Орден пошани.
- Відзнака «Благовіщенська церква при Київо-Могилянській академії».
- Відзнака «Князь Іван Мазепа».
- Нагорода Головного управління культурної спадщини «Церква Успіння Богородиці Пирогощої» І ступеня.
- орден «Захисник Української землі» (6 березня 2018 рік[37])

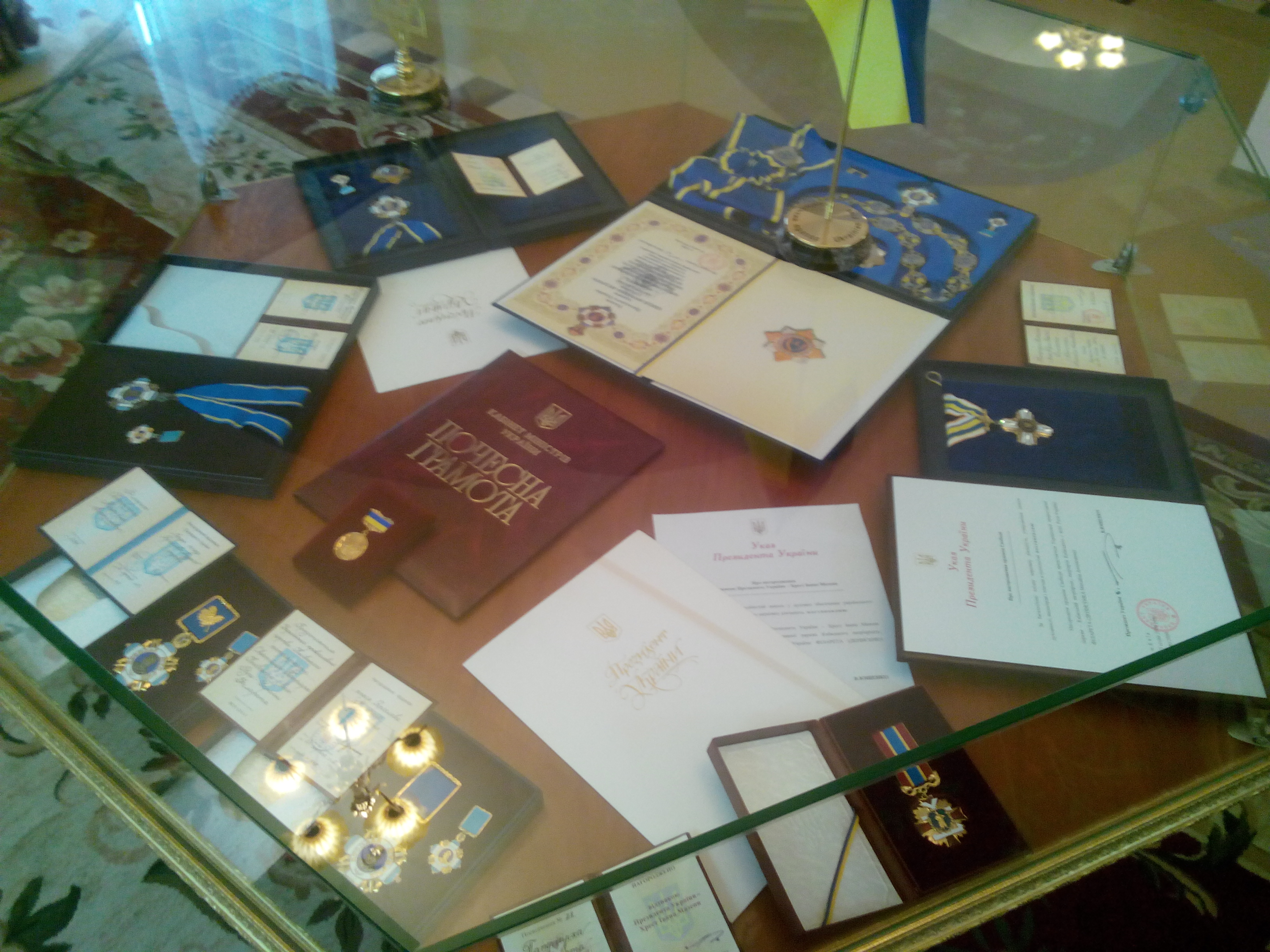
Нагороди Філарета

### СРСР
- Орден Трудового Червоного Прапора (1988)
- Орден Дружби народів (1979)

### Церковні нагороди
За церковні заслуги нагороджений орденами Російської Православної Церкви, Александрійського, Антіохійського, Єрусалимського, Болгарського та Грузинського, Польського, Чехословацького Патріархатів та Церков.
В 1999 році згідно з рішенням Священного Синоду Української Православної Церкви Київського Патріархату Святійшого Патріарха Філарета нагороджено Орденом Святого Рівноапостольного князя Володимира Великого І ступеня.
У 2004 році згідно з рішенням Священного Синоду Української Православної Церкви Київського Патріархату Святійшого Патріарха Філарета нагороджено Орденом Святого апостола Андрія Первозваного.

## Відгуки
Журналістка Ірина Камінська, мати Аміни Окуєвої, при зустрічі з патріархом Філаретом висловилась так: «Все, чим займаєтеся Ви — це спроба вирватися від ярма Росії, і я прекрасно розумію, наскільки це небезпечно. Також я знаю, що свобода вартує тоді чогось, коли є люди, які готові віддати своє життя. Моя Аміна віддала своє життя за свободу українського народу».
«Я думаю, владика Філарет зараз має шанс увійти в історію як один з будівничих помісної ПЦУ, як людина, яка протягом свого життя зробила величезну роботу і з великою честю і гідністю відійшла убік, ставши духовним дідусем цієї церкви. Або він має шанс зруйнувати все, про що говорить, що він будував усе своє життя. Вибір за ним.» — сказав в інтерв'ю БіБіСі на початку січня 2019 р. владика Даниїл.